# پیکو ترونکادو
پیکو ترونکادو (به اسپانیایی: Pico Truncado) یک منطقهٔ مسکونی در آرژانتین است که در بخش دیسیادو واقع شده‌است. پیکو ترونکادو ۳۰٫۳ کیلومتر مربع مساحت و ۲۰٬۸۸۹ نفر جمعیت دارد.